# Borostyánkő (Ausztria)
Borostyánkő (németül Bernstein) mezőváros Ausztriában, Burgenland tartományban, a Felsőőri járásban.

## Fekvése
Felsőőrtől 15 km-re északra, a Borostyánkői-hegység lábánál fekszik.
A kataszteri közösségek Bernstein, Háromsátor, Újvörösvágás, Mencsér és Edeháza.

## Nevének eredete
A középfelnémet perenstein (= medvekő) elnevezést azonosították a borostyán növénynévvel, a kő utótag a várra utal.

## Története
Az őskorban a szerpentinkő lelőhelye volt. A könnyen megmunkálható, zöld ásványból a falu kőfaragói ma is készítenek dísztárgyakat és ékszereket. Réz- és kénbánya is volt a falu határában. A bronzkor legértékesebb lelete egy az i. e. 1500 körüli időből származó bronzfibula. A közelben vaskori halomsírok is találhatók. Az ókortól kezdve, a Balti-tengertől Rómáig húzódó borostyánút fontos állomása. Területén a 12. századtól már bizonyosan folyt bányászat. Kezdetben vasércet, később ként, rezet, ezüstöt és aranyat is bányásztak itt, ami csak a 19. század elején szűnt meg.
A települést 1249-ben említi először oklevél. Vára a gyepűk felszámolása után, a 13. század elején épült királyi várként. 1231-ben Frigyes osztrák herceg foglalta el, 1235-ben IV. Béla serege Geregye Pál országbíró vezetésével visszaszerezte. A tatárjárás után a Németújvári grófok tulajdonába került. 1285-ben I. Albert osztrák herceg súlyos vereséget szenvedett a vár alatt, négy évvel később azonban sikerült bevennie. A magyar királyok és az osztrák hercegek között váltakozó szerencsével folyt a harc a vár birtoklásáért. A Kanizsaiak 1388-ban Zsigmond magyar királytól zálogba kapták a borostyánkői birtokot (ekkor „Porostyán” alakban említették). 1392-ben a tulajdonjogát is megszerezték. 1491-től 1647-ig Ausztriához tartozott, 1602-ben vásártartási jogot kapott.
A várat 1532-ben a török ostromolta, 1536-ban felrobbant a lőportornya. Hatalmas bástyái 1546 és 1590 között épültek. 1617-ben ismét a lőportorony felrobbanása rongálta meg. 1625-ben újjáépítették. 1636 és 1864 között a Batthyányaké volt, ez idő alatt nyerte el mai formáját. Batthyány Gusztávtól 1865-ben az ír Edward Egan vette meg a birtokot, akinek fia, Egán Ede 1892-ben adta el az Almásy családnak annak nagy részét és egy lakrész kivételével a várat.
Vályi András szerint „BOROSTYÁNKŐ. Mező Város, melly a’ Vártol vette nevezetét; és alább közel fekszik hozzá, földes Ura Gróf Battyáni Uraság, lakosai katolikusok, és evangelikusok, határja néhol termékeny, néhol pedig soványas a’ nagy partok miatt, hasznos legelője van, és fája mind épűletre, mind tűzre elég, lakosai rész szerént pedig kereskedéssel élnek, vagyonnyainak eladására jó módgya lévén, első Osztálybéli. BOROSTYÁNKŐ VÁRA. Bernstein. Vas Vármegyében, magas hegyen épűlt Vár, földes Ura Gróf Battyáni Uraság. Nevezetesíti e’ Várat felette magas, és az ellenséges időkre alkalmatos fekvése. Kemény kősziklán van épűlve, mellyböl egy nagy darab rész a’ Várnak udvarában meghagyattatott. Szobái noha régi ízlés szerént épűltek, mindazáltal méltóságos lakást szolgáltatnak. A’ kilátás belőle igen szép, mert meszsze mértföldekre ellehet a’ Városokat, és falukat egy tekintettel látni; pintzeji is nevezetesek; alatta pedig Szalonak felé a’ bödöskövet, rezet, galitzkővet főző házak vagynak, mellyek mind a’ Hazában, mind pedig kivűl esméretesek, és messze elhordattatnak. Pántlika szövő is lakik a’ Várban, ’s az Uraságnak régi hadi készűletei, és fegyverei is szemléltethetnek.”
Fényes Elek szerint „Borostyánkő, (Bernstein), német mezőváros, Vas vmegyében, igen közel az ausztriai és stájerországi szélekhez, 391 kath., 705 ágostai lak., kath. és ágostai paroch. szentegyházakkal. Magas kősziklán épült vára, egy fegyvertárral és egy kősziklába vágott mély kúttal, most is meglehetős állapotban van, s az inneni kilátás felette gyönyörű. Igy tiszta időben a Horvátországban fekvő Ivancsicsa hegyét, Stájer és nyugoti Magyarországnak és Austriának jó nagy részét beláthatni. Hegyeiben réz- és kén találtatik. Szorgalmas lakosai kendert, lent termesztenek, vásznat, gyolcsot, posztót, fenyővizet (borovicskát) csinálnak, olajat sutolnak. Szép erdeje 60 vágásra oszlik. F. u. Batthyáni Gusztáv és Kázmér grófok, s a város feje egy uradalomnak. Ut. p. Kőszeg.”
Vas vármegye monográfiája szerint „Borostyánkő, regényes, szép fekvésű nagy község, 209 házzal és 1263, jobbára németajkú lakossal, kik vallásra nézve r. katholikusok és ág. evangelikusok. Postája helyben van, távirója Lékán. A falu 619 méter magasságban fekszik és fölötte emelkedik a hatalmas borostyánkői vár, mely még ma is teljes épségben, jól lakható állapotban áll fenn. A község hegyeiből kerültek ki azok a kigyla (szerpentin) kőeszközök, a melyeknek kőkori maradványai a vidéken szétszórva találhatók. Most e szerpentinkő feldolgozása kisebbszerű iparrá fejlődött ki és izléses, szép dísztárgyakat állítanak elő belőle. Határában vaskori sirhalom van. A mult században puskaport is gyártottak a községben, továbbá gáliczolajat és czinóbert. Rézkovand-bányája is van, a mely szintén nagyon régi. Kath. templomának alapja a XVI. századból való és erre építették az uj templomot, melynek sekrestyéjében még most is látható a régi góthikus szentségfülke. Csinos, ev. temploma a mult század végén épült. Az iskolákon kivül van gyermekmenhelye, továbbá önsegélyző egylete és dalegylete. A körjegyzőség és körorvos székhelye. Regényes fekvésénél és szép, egészséges vidékénél fogva, kedvelt czélpontja a turistáknak és a nyaralóknak. Első birtokosa, a hagyomány szerint, két bevándorolt spanyol testvér volt.”
1910-ben 2909 lakosából 2758 német, 76 magyar, 7 horvát, 3 szlovák, 45 egyéb volt. A Trianonig Vas vármegye Kőszegi járásához tartozott.
2001-ben 2441 főnyi lakosságából 2339 német, 32 magyar, 14 horvát, 56 fő egyéb nemzetiségű volt.

## Nevezetességei

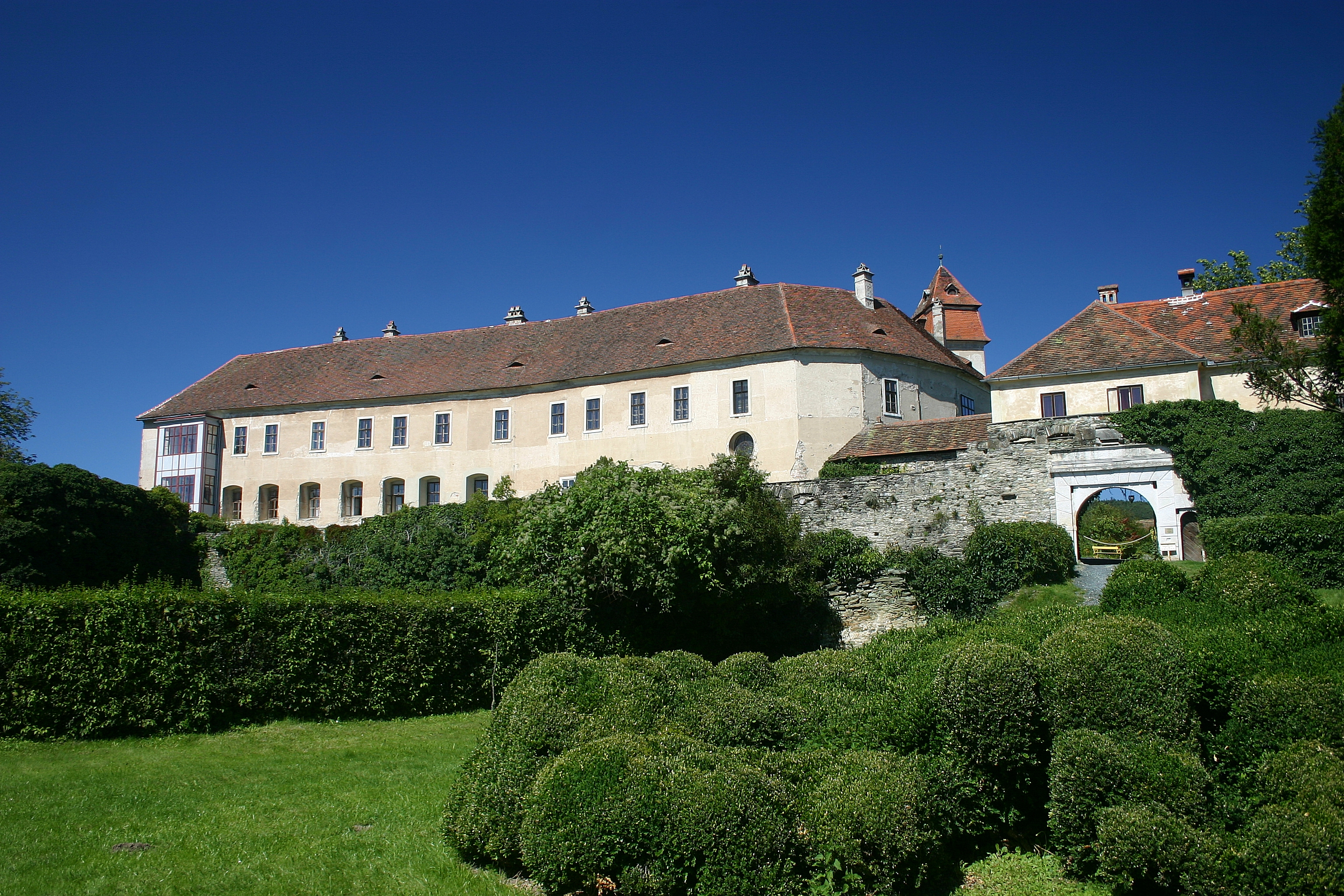
A vár napjainkban

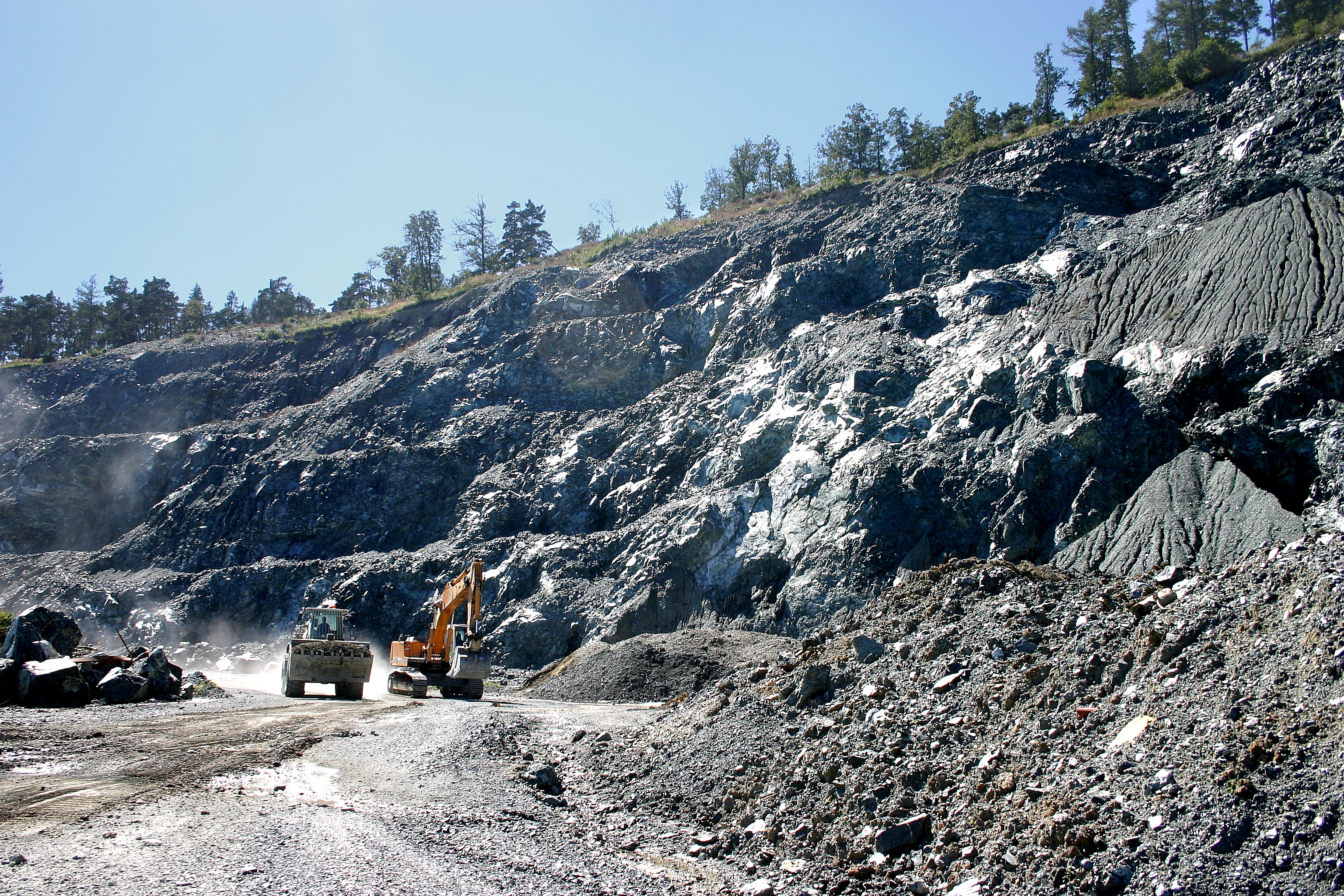
A szerpentinkőbánya

- Borostyánkő vára a 13. század elején épült. Legrégibb része a sziklára emelt északi szárny, ahol egy befalazott román kapu nyomai is felfedezhetők. A török veszély közeledtére a haditanács a vár megerősítését rendelte el. A bástyák építését az olasz építész, Francesco Pozzo tervei szerint 1546-ban kezdték meg. 1617-ben a várat súlyos károk érték, amikor felrobbant a lőportorony, és a vár nagy része elpusztult. Az északi szárny romos épületrészeit 1625 és 1627 között építették újjá. A nyugati szárnyat a 17. század végén Batthyány II. Ádám építtette. Az eredetileg egyemeletes várkastélyra a barokk korban építettek rá egy újabb szintet. 1953 óta szálloda működik benne.
- Mihály arkangyal tiszteletére szentelt római katolikus temploma 16. századi lehet, 1697-ben már bizonyosan állt, mai formáját az 1779-es barokk átépítés után nyerte el.
- Evangélikus temploma 1852 és 1862 között épült, 1962-ben és 1981-ben megújították.
- Az evangélikus lelkészlak a 17. században épült, 1783-óta az egyház tulajdona.
- A Madonnenschlössl egy a 19. és 20. század fordulóján épített egyemeletes épület, egy park közepén álló dombon. Alsó szintje szerpentinkőből, a felső fagerendából épült. Szép kilátás nyílik innen egészen a szlovén–olasz határvidékig. Az épületben kiállításokat, hangversenyeket, konferenciákat szerveznek.
- Pellengér
- Sziklamúzeum
- Szerpentinkő-feldolgozó üzem

## A kastély madártávlatból

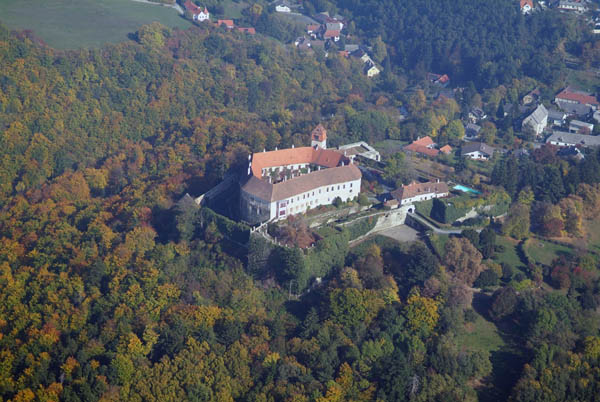
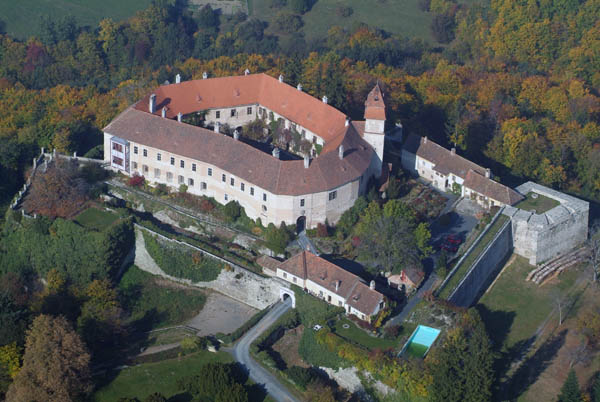
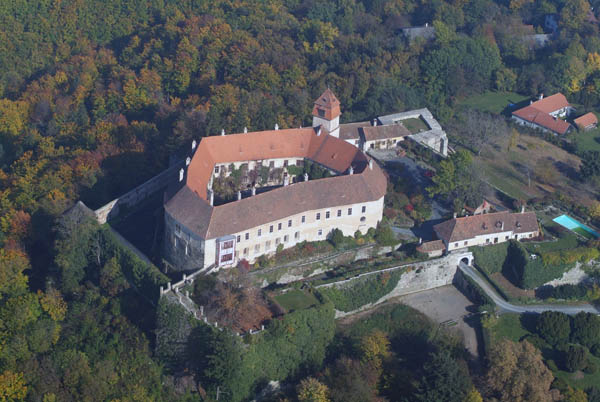
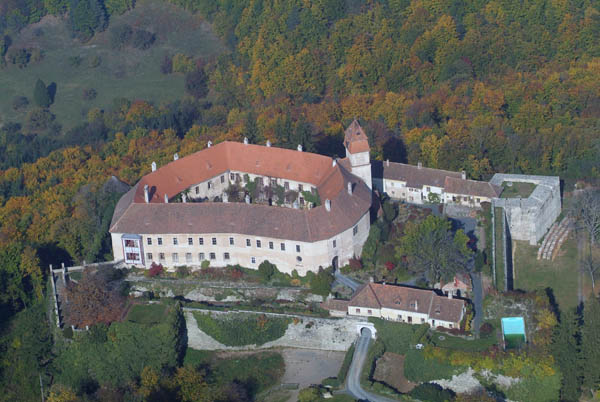

## Híres emberek
- Itt született 1895-ben Almásy László neves Afrika-kutató. Részben az ő életéről szól Az angol beteg (The English Patient) című hollywoodi – nem egészen hiteles – romantikus játékfilm.
- Itt temették el az 50 éves korában tragikus körülmények között meghalt Egán Edét és fiumei tengerészeti hatósági osztályfőnök öccsét Lajost a családi sírboltban.[7]
- Itt született 1873-ban Borostyánkői-Baldauf Mátyás, a pesti Mátyás-pince megalapítója.